# Universidad Americana de Europa
La Universidad Americana de Europa (UNADE) es una universidad en línea privada que pertenece a la Corporación Educativa Internacional Grupo IOE.  Su sede central se encuentra en Quintana Roo, México. La institución universitaria fue fundada en el año 2015 y se basa en la metodología no escolarizada (e-learning). La UNADE ofrece estudios oficiales en línea de licenciaturas, maestrías y doctorados. Por otra parte,  cuenta con programas presenciales que consisten en estancias internacionales en países como México y España.  Sus títulos cuentan con reconocimiento en varios países: Perú (Reconocidos por SUNEDU), Ecuador (Registrables por SENESCYT) y Colombia (Convalidados por el MEN).

## Historia
La UNADE nació en 2015 como parte del Grupo empresarial europeo IOE, con sede en España. En sus inicios contaba con estudios de licenciaturas, maestrías y doctorados. Su catálogo de estudios se ha ido ampliando con el paso de los años incluyendo estudios profesionales y nuevas áreas de conocimiento. El primer objetivo de la UNADE fue dar acceso a enseñanzas superiores en cualquier parte del mundo. Asimismo, ha orientado su formación a capacitar a profesionales.
La Universidad Americana de Europa cuenta desde octubre de 2022 con la Acreditación Institucional de Alta Calidad Educativa, la cual se renueva periódicamente.   

## Modalidad de estudio
La modalidad de estudio de UNADE es no escolarizada,  y concretamente, en línea. Todo el proceso de aprendizaje se realiza a través de Internet con recursos online, pero los alumnos tienen la opción de realizar estancias internacionales presenciales durante el estudio. Desde su campus virtual los alumnos acceden a los contenidos interactivos y multimedia desarrollados por el propio Grupo, en concreto por Editorial de Contenidos. Dentro de esta modalidad, la UNADE pone a disposición de los alumnos y alumnas tutores personales para mantener el contacto directo con la universidad.

### Estancias internacionales
Las estancias internacionales son extensiones de los programas oficiales.  La formación se centra en el desarrollo de la habilidad del liderazgo. Estas se celebran en Madrid y en la sede de Cancún.

### Investigación académica
La UNADE, está registrada en el Registro Nacional de Instituciones y Empresas Científicas y Tecnológicas (RENIECyT) de México, desde el año 2020 . Esto supone que esta universidad puede participar en programas de apoyo económico para estudiantes de postgrado, así como acceder a los fondos que ofrece Consejo Nacional de Ciencia y Tecnología (CONACYT). De igual modo, sirve para que la universidad sea parte del desarrollo, el impulso y la promoción de la investigación científica y tecnológica.

## Catálogo de estudios
La Universidad Americana de Europa dispone de un catálogo de estudios divididos en 10 áreas de conocimiento que se componen de:
7 Doctorados en línea.
- Doctorado en Comunicación
  - Enfocado en el estudio avanzado de los procesos comunicativos, las nuevas tecnologías de la información y la construcción de discursos en entornos globalizados.
- Doctorado en Derecho
  - Orientado a la investigación jurídica y el análisis de normativas para el fortalecimiento del Estado de derecho y la justicia.
- Doctorado en Economía
  - Centrado en el desarrollo de teorías y modelos económicos, con énfasis en la innovación y la sostenibilidad.
- Doctorado en Educaciónç
  - Diseñado para la mejora de metodologías pedagógicas y el análisis de políticas educativas para optimizar los procesos de enseñanza-aprendizaje.
- Doctorado en Informática
  - Aborda el desarrollo y aplicación de tecnologías de la información, con énfasis en ciberseguridad, inteligencia artificial y transformación digital.
- Doctorado en Proyectos
  - Especializado en la gestión avanzada de proyectos, utilizando metodologías innovadoras para garantizar su viabilidad y sostenibilidad.
- Doctorado en Psicología empresarial
  - Analiza el comportamiento organizacional y la aplicación de estrategias psicológicas para mejorar el rendimiento y el bienestar en el entorno laboral.

6 Doctorados semipresenciales.
23 Maestrías en línea.
2 Licenciaturas en línea.
8 Dobles titulaciones.
39 Estudios profesionales.

## Estructura organizativa
La estructura organizativa de UNADE está compuesta del Consejo Superior, la Junta de Gobierno y las autoridades 

### Consejo Superior
Es el máximo órgano de gobierno de la universidad. Está compuesto por los siguientes cargos:
- Presidente.
- Secretaria general.
- Vocales.

### Junta de Gobierno
Es el órgano que se encarga de la admisión, políticas de colaboración, revisión de programas, definición de departamentos,…Habitualmente es una comisión permanente formada por el rector, vicerrectores, secretario, gerente y representantes de alumnos y profesores.
- Presidente del consejo.
- Directora.
- Gerente.
- Vicerrectorado de Admisiones.
- Vicerrectorado de Internacionalización.
- Vicerrectorado de Tecnología.
- Vicerrectorado de Estudios.
- Vicerrectorado de Profesorado e I+D.
- Vicerrectorado de Estudiantes.
- Vicerrectorado de Mercadotecnia.
- Secretaria General.
- Facultad de Ciencias de la educación y humanidades.
- Facultad de Información y telecomunicaciones.
- Facultad de Ciencias económicas y empresariales.
- Facultad de Ciencias ambientales.
- Defensor del estudiante

## Rectores de la Universidad Americana de Europa
- José Antonio Gurpegui Palacios: ocupa el puesto de rector honorífico en la UNADE.[6]
- Mireya Frausto Rojas: ocupa el puesto de rectora actualmente.

## Convenios y acuerdos con otras universidades y escuelas
- Corporación Universitaria Remington (UNIREMINGTON)
- Corporación Universitaria Americana
- Universidad Nacional Abierta y a Distancia (UNAD)
- Universidad de Pamplona (UNIPAMPLONA)
- Politécnico Colombo Andino (POLCOLAN)
- Universitaria Virtual Internacional
- Centro de Estudios Internacionales y Especializados (CEIE)
- Institución Universitaria de Envigado (IUE)
- Universidad El Bosque
- Universidad Cooperativa de Colombia
- Universidad de Cataluña
- Institución Universitaria Mayor de Cartagena (UMAYOR)
- Institución Universitaria Colegio Mayor del Cauca (UNIMAYOR)
- Corporación de Estudios Tecnológicos del Norte del Valle (COTECNOVA)
- Corporación Universitaria Minuto de Dios (UNIMINUTO)
- Institución Universitaria Digital de Antioquia (IU Digital de Antioquia)
- Fundación Escuela Tecnológica de Neiva (FET)
- Corporación Tecnológica del Oriente
- Universidad Autónoma Metropolitana (UAM)
- Universidad Americana de Acapulco
- Universidad de Colima
- Universidad Técnica Particular de Loja (UTPL)
- Secretaría de Educación Superior, Ciencia, Tecnología e Innovación (SENESCYT)
- Universidad Católica de Santiago de Guayaquil (UCSG)
- Universidad de Guayaquil
- ADEN University
- Universidad Isabel I
- Universidad a Distancia de Madrid (UDIMA)
- Instituto Nacional de Estudios Jurídicos (INEJ)
- Universidad Católica de Temuco (UCT)
- Evidentia University